# سعید مرزوق
سعید مرزوق (۱۹۴۰-۲۰۱۴) کارگردان فیلم و نویسندۀ اهل مصر بود. او تحصیلات علمی در این حوزه نداشت و سینما را در مطالعه شخصی و کار عملی آموخت.

## زندگی‌نامه
او در ۲۶ اکتبر ۱۹۴۰ در خانواده‌ای فقیر به دنیا آمد و از کودکی، پس از مرگ پدر ناچار به تأمین معاش خانواده شد.
از آنجا که خانه آنها در همسایگی استودیوی سینمایی مصر در قاهره بود، به زودی با دنیای فیلم‌سازی آشنا شد. در ده سالگی با تماشای تولید فیلم معروف «ده فرمان» به کارگردانی سیسیل ب دومیل، که در منطقه اهرام قاهره فیلم‌برداری می‌شد، بیش از پیش به دنیای سینما جذب شد و تصمیم گرفت وارد کار سینما شود.
مرزوق کارگردانی را از سال ۱۹۶۴ با تهیه فیلم‌های کوتاه و مستند برای تلویزیون مصر شروع کرد که از جمله آن فیلم‌ها می‌توان «أعداء الحریة» (۱۹۶۷) را نام برد که برنده جایزه از جشنواره لایپزیک شد
نخستین فیلم سینمایی او در سال ۱۹۷۱ به نام «همسرم و سگ» (زوجتی والکلب) به روی پرده آمد. این فیلم برداشتی تازه از تراژدی اتللوی ویلیام شکسپیر بود.
مرزوق به ویژه با فیلم «آواز مرگ» به شهرت رسید، که در آن فاتن حمامه، ستاره بزرگ سینمای مصر، نقش اصلی را ایفا کرد. او با این فیلم نشان داد که سبک خود را بر قدرت تصویر استوار کرده و به تصویر بیش از کلام اهمیت می‌دهد.
سعید مرزوق در سال ۱۹۷۵ فیلمی به نام «راه حل می‌خواهم» (ارید حلا) ارائه داد که از مهمترین فیلم‌های انتقادی سینمای عرب شناخته می‌شود. فیلم که بر پایه رمانی مشهور ساخته شده، موقعیت زنان را در جامعه‌ای عرب با دیدی انتقادی زیر ذره‌بین برده است.
فیلم در بررسی مشکلات جامعه‌ای سنت‌زده، موضعی جسورانه دارد: اگر زن از زندگی با همسرش ناراضی باشد، باید بتواند از او جدا شود. محافل دینی و محافظه‌کار مصر به فیلم اعتراض کردند و توقیف آن را خواستار شدند. نمایش فیلم تنها با حذف صحنه‌هایی ممکن شد.
فیلم بعدی مرزوق به نام «گناهکاران» (المذنبون) محصول ۱۹۷۶ بر پایه داستانی از نجیب محفوظ، نویسنده نامی، نیز با مشکل سانسور روبرو شد.
فیلم انتقادی کوبنده از رواج فساد و بی‌عدالتی در جامعه مصر است. برخی محافل اجتماعی و سیاسی فیلم را به «سیاه‌نمایی از واقعیت کشور» متهم کردند. فیلم با حذف صحنه‌هایی به نمایش در آمد و تا امروز از نمایش آن در تلویزیون جلوگیری شده است.
سعید مرزوق روی هم ۱۴ فیلم سینمایی ساخت که بسیاری از آنها در جشنواره‌های جهانی جایزه دریافت کردند.
آخرین فیلم مرزوق به عنوان "داستان‌های عاشقانه» (قصاقیص العشاق) در سال ۲۰۰۳ به روی پرده رفت.
منتقدان سینمایی و سینماگران جوان کشورهای عربی برای آثار مرزوق ارزش زیادی قائل هستند. کتابی به نام «فیلسوف تصویر» آخرین کتابی بود که در نوامبر ۲۰۱۳ درباره این سینماگر در مصر منتشر شد.
سعید مرزوق از حدود پنج سال پیش از مرگش بیمار بود و با صندلی چرخ‌دار حرکت می‌کرد و سرانجام روز شنبه ۱۳ سپتامبر ۲۰۱۴ پس از چند سال بیماری سخت در بیمارستان معادی قاهره درگذشت. او هنگام مرگ ۷۴ سال داشت.

## فیلمشناسی
- زوجتی والکلب (۱۹۷۱)
- الخوف (۱۹۷۲)
- أرید حلاً (۱۹۷۵) داستان نوشته حسن شاه
- المذنبون (۱۹۷۶ داستان نویسنده نجیب محفوظ)
- حکایة وراء کل باب (۱۹۷۹)
- مجموعه تلویزیونی (داستان نویسنده توفیق الحکیم)
- إنقاذ ما یمکن إنقاذه (۱۹۸۵)
- أیام الرعب (۱۹۸۸)
- المغتصبون (۱۹۸۹
- الدکتورة منال ترقص (۱۹۹۱)
- "هدی و معالی الوزیر" (داستان نویسنده نبیل خالد) (با هنرمندی نبیله عبید در نقش «بطولة» یوسف شعبان در نقش «الفنان»)
- السلاحف (۱۹۹۶)
- المرأة والساطور (۱۹۹۷)
- جنون الحیاة (۱۹۹۹)
- قصاقیص العشاق (۲۰۰۳)